# Hôtel Courtois de Langlade
L’hôtel Courtois de Langlade, à Arles (Bouches-du-Rhône), au 6  rue de la Calade, eut, comme bon nombre d'hôtels particuliers arlésiens, différents propriétaires et fut reconstruit plusieurs fois. Le décor subsistant de sa cour intérieure permet de le dater de la fin du XVIe siècle pour ses parties les plus anciennes.

## Histoire
D'après les registres notariaux, cette demeure appartenait à cette époque à la famille des Icard-Pérignan qui firent bâtir plus tard, en 1651, un autre hôtel par Dominique Pilleporte, à l'extrémité est de la rue de la Roquette dans le quartier du même nom.
Le 14 septembre 1730, Jacques de Perrin, lieutenant criminel au siège d'Arles, l'acheta à Henry de Bénault de Lubières, et, dès 1737, la façade sur la rue de la Calade dut être reconstruite pour satisfaire à un arrêté d'alignement et son décor est donc imputable à la famille de Perrin. Transformé en institution pour jeunes-gens en 1804, l'hôtel fut ensuite racheté  par les Courtois de Langlade, riches propriétaires terriens du pays d'Arles. Devenu propriété d'État, la sous-préfecture s'y installa dans les années 1930 et y demeure toujours.
Cet édifice est inscrit au titre des monuments historiques, depuis le 4 octobre 1932.

## Architecture
Le décor de la façade de la rue de la Calade obéit au style rocaille très en faveur à l'époque de Louis XV. Les mascarons avec leur motif de corbeilles de fleurs ou de visages au-dessus des fenêtres, la coquille et les cornes d'abondance surmontant la porte-fenêtre de l'étage noble (1er étage) en sont les signes distinctifs. Cet ensemble particulièrement raffiné est à comparer aux hôtels aixois de la même époque, notamment ceux d'Albertas (1725) et de Villeneuve d'Ansouis (1740).